# 벨기에의 정당
벨기에의 정당 목록이다. 현재 벨기에의 경우 다당제로 운영하고 있으며, 2001년에 설립된 신플람스 연맹과 1978년에 설립된 사회당이 있다.

## 주요 정당

### 플란데런 지역
- 신플람스 연맹 - 자유보수주의 정당
- 기독교민주당과 플람스 - 기독교 민주주의 정당
- 열린 플람스 자유민주당 - 자유주의, 사회자유주의 정당
- 다른 사회당 - 사회민주주의 정당
- 녹색당 - 녹색 정치 정당
- 플람스의 이익 - 보수주의, 우익대중주의 정당

### 왈롱 지역
- 사회당 - 사회민주주의 정당
- 혁신운동 - 자유보수주의 정당
- 인문민주중도당 - 기독교 민주주의 정당
- 생태당 - 녹색 정치 정당
- 데피 - 사회자유주의 정당
- 인민당 - 자유보수주의 정당

### 독일어 공동체 지역
- 기독교사회당 - 기독교 민주주의 정당
- 프로DG - 기독교 민주주의 정당
- 자유진보당 - 자유주의 정당
- 사회당 - 사회민주주의 정당
- 생태당 - 녹색정치 정당

### 다국어정당
- 벨기에 노동당 - 트로츠키주의, 마르크스주의 정당

## 비주류 정당

### 플란데런 지역
- 자유주의, 직접, 민주주의 - 자유보수주의 정당
- NEE - 대중주의 정당
- 로트! - 사회민주주의 정당
- ROSSEM - 자유주의 정당
- 프랑스어 연합 정당 - 프랑스계 소수 민족 정치 정당

### 왈롱 지역
- 공산당 - 마르크스-레닌주의 정당
- 왈롱 프랑스 단결 - 공화주의 정당
- 왈롱 단결 - 지역주의 정당

### 다국어정당
- 비반트 - 사회자유주의 정당
- 연합당 - 군주주의 정당
- 사회투쟁당 - 마르크스-레닌주의 정당
- 해적당 - 해적 정치 정당

## 같이 보기
- 플란데런의 정당